# Semilkovice
Semilkovice jsou malá vesnice, část obce Obříství v okrese Mělník ve Středočeském kraji. Nachází se asi jeden kilometr západně od Obříství a bezprostředně navazuje z jihu na Dušníky. Prochází zde silnice II/101. Je zde evidováno 29 adres. Trvale zde žije 87 obyvatel.
Semilkovice leží v katastrálním území Obříství o výměře 9,44 km².

## Historie
První písemná zmínka o vesnici pochází z roku 1352. Semilkovice původně stály na břehu Labe a byly zcela zničeny povodní v roce 1784. Obyvatelé vesnici neobnovili a založili novou na současném místě.

## Obyvatelstvo
| Rok            | 1869 | 1880 | 1890 | 1900 | 1910 | 1921 | 1930 | 1950 | 1961 | 1970 | 1980 | 1991 | 2001 | 2011 | 2021 |
| -------------- | ---- | ---- | ---- | ---- | ---- | ---- | ---- | ---- | ---- | ---- | ---- | ---- | ---- | ---- | ---- |
| Počet obyvatel | 147  | 178  | 182  | 172  | 171  | 186  | 177  | 117  | 127  | 107  | 90   | 65   | 87   | 97   | 78   |
| Počet domů     | 23   | 23   | 24   | 23   | 24   | 25   | 26   | 26   | 26   | 28   | 30   | 27   | 29   | 38   | 28   |

## Pamětihodnosti
- Usedlost čp. 12 – Památník Bedřicha Smetany
- Boží muka
- Jerlín v Obříství – památný strom; roste před Památníkem Bedřicha Smetany

## Galerie

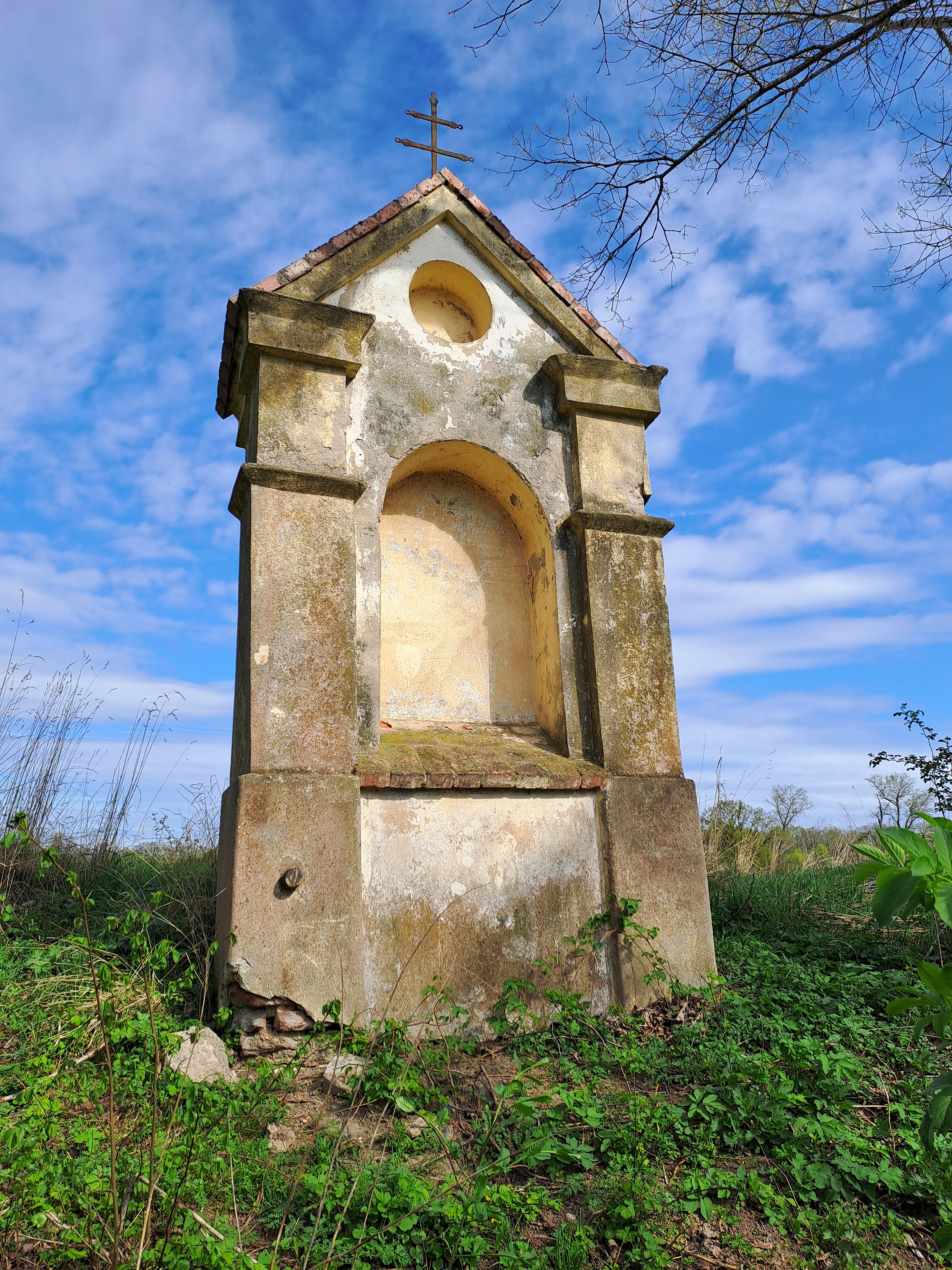
Kaplička na místě starých Semilkovic
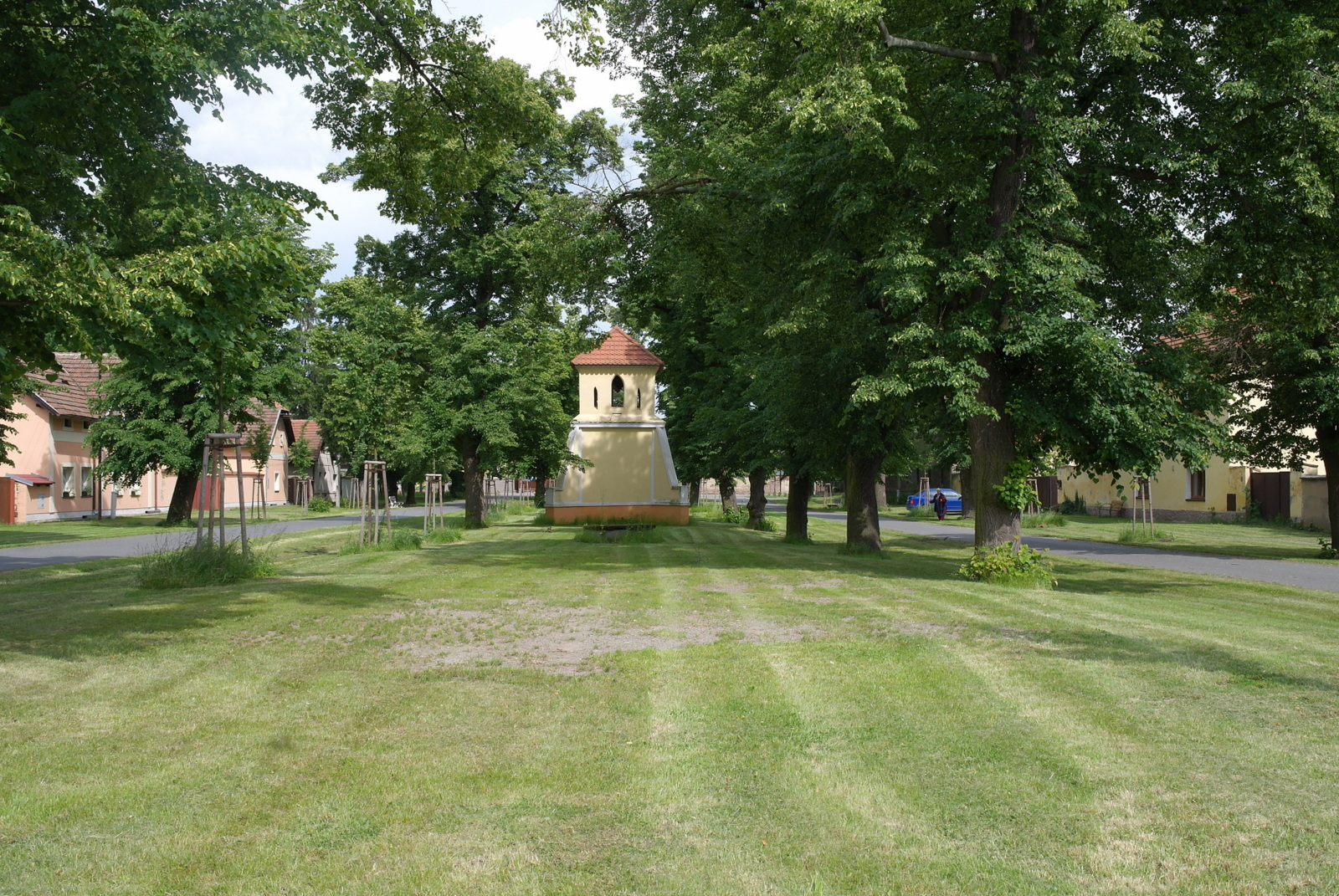
Náves s kaplí
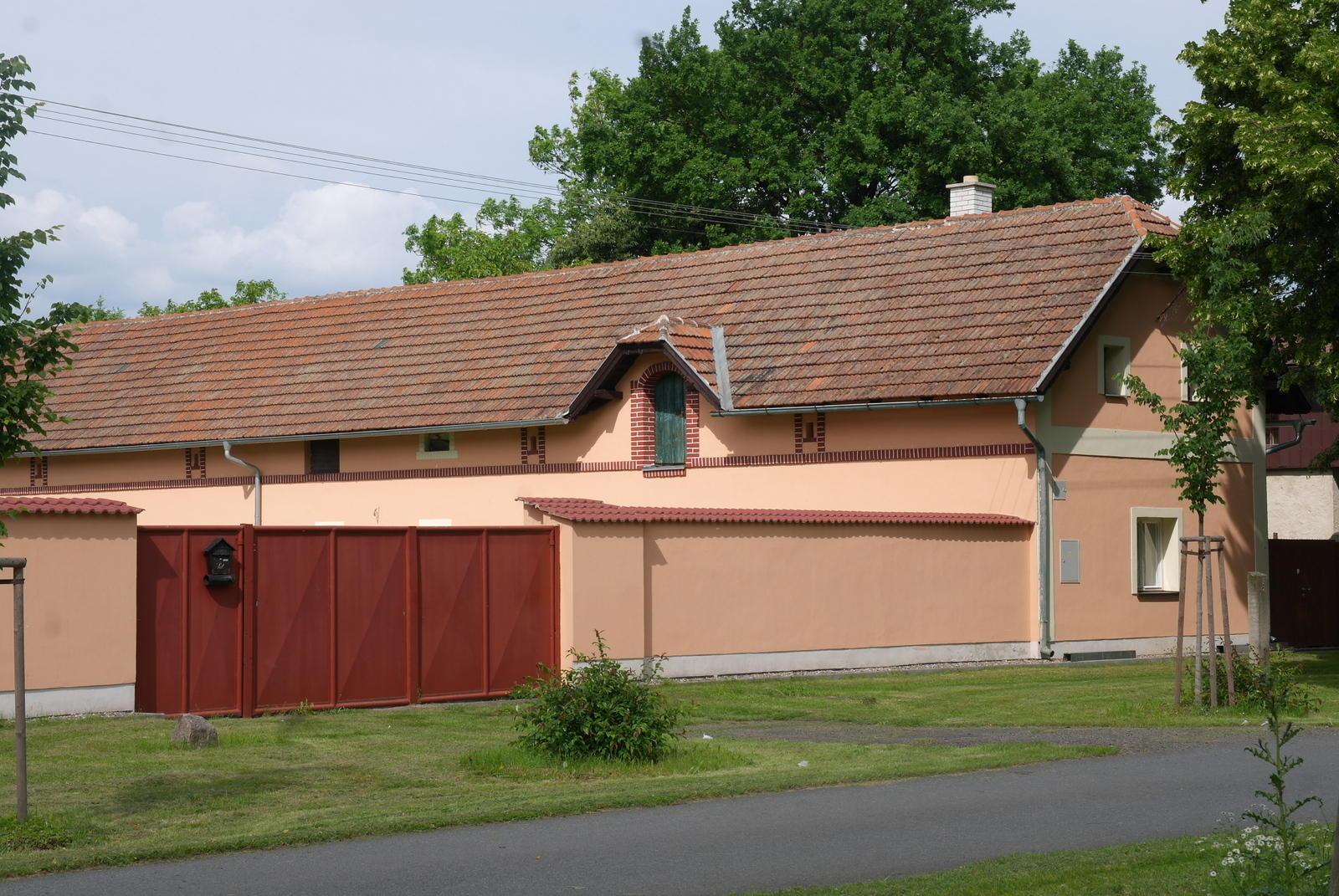
Statek na návsi
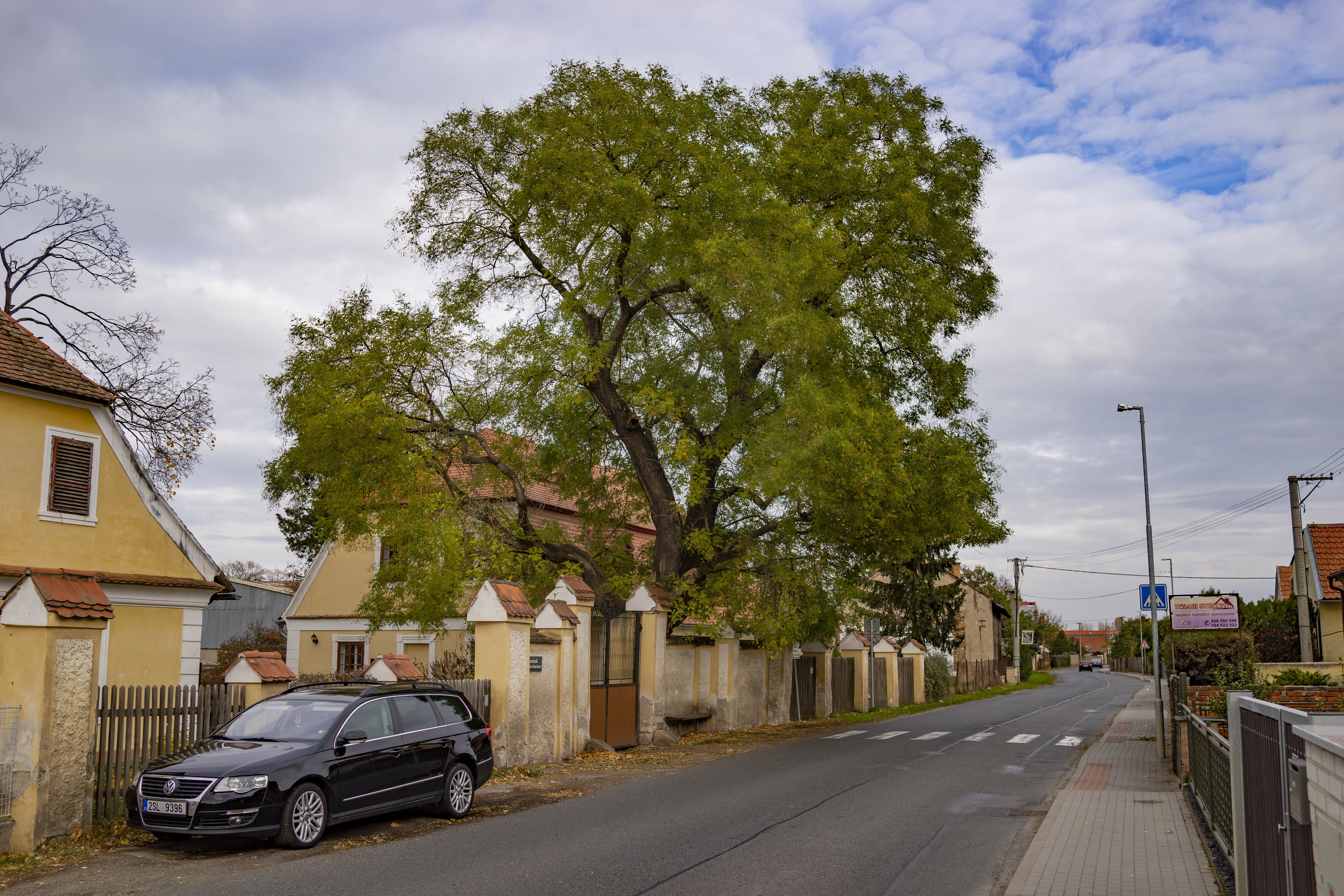
Památný jerlín
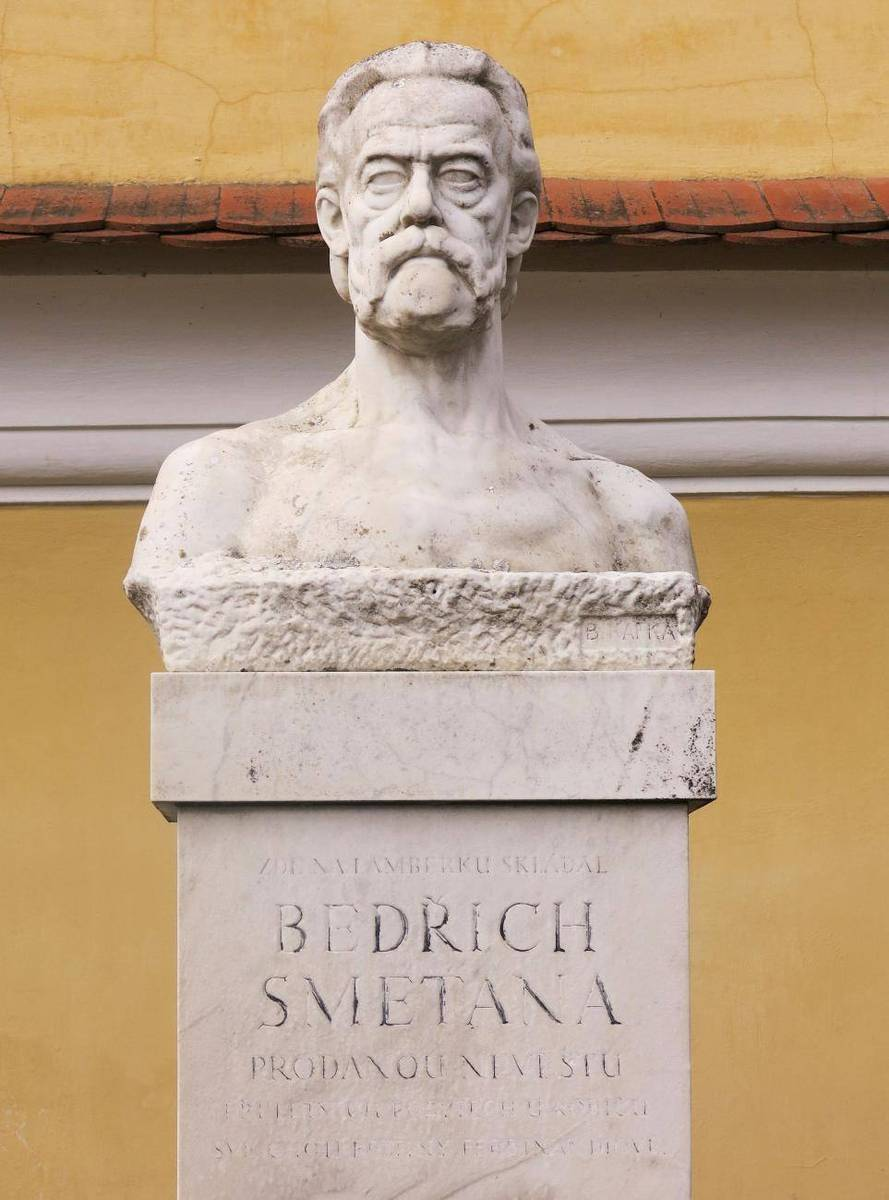
Smetanova busta před památníkem